# Campeonato Sul-Americano de Clubes de Futsal de 2013 - Zona Norte
O Campeonato Sul-Americano de Clubes de Futsal de 2013 - Zona Norte, também conhecido como Copa Merconorte de Futsal 2013, foi uma competição de clubes de futsal do continente, onde o campeão disputava contra o campeão da Zona Sul o título continental.

A Zona Norte foi realizada na cidade de Valera na Colômbia entre 22 de maio e 1º de junho.

Entre 18 de dezembro e 21 de dezembro seria realizada a final entre os campeões das duas zonas que definirá o campeão sul-americano.

A equipe do Talento Dorado se sagrou campeã vencendo na decisão por pênaltis por 7 a 6, depois de um empate de 5 a 5 no tempo normal e um empate sem gols na prorrogação.

## Formato
A Zona Norte foi composta de dois grupos de quatro times cada, onde os dois primeiros e os dois segundos colocados de cada grupo se classificaram para as semifinais da fase sul. O campeão da Zona Norte, estava classificado para a fase final.

## Participantes
| País                  | Equipe              |
| --------------------- | ------------------- |
| Colômbia · (3 vagas)  | Atlético Huila      |
| Colômbia · (3 vagas)  | Deportivo Lyon      |
| Colômbia · (3 vagas)  | Talento Dorado      |
| Peru · (1 vaga)       | Primero de Mayo     |
| Venezuela · (4 vagas) | Bucaneros La Guaira |
| Venezuela · (4 vagas) | Estudiantes Guárico |
| Venezuela · (4 vagas) | Marítimo Margarita  |
| Venezuela · (4 vagas) | Trujillanos Futsal  |

## Primeira fase

### Grupo A
| Equipes            | Pts | J | V | E | D | GP | GC | SG |
| ------------------ | --- | - | - | - | - | -- | -- | -- |
| Primero de Mayo    | 7   | 3 | 2 | 1 | 0 | 9  | 6  | +3 |
| Trujillanos Futsal | 5   | 3 | 1 | 2 | 0 | 9  | 8  | +1 |
| Deportivo Lyon     | 3   | 3 | 1 | 0 | 2 | 10 | 11 | -1 |
| Marítimo Margarita | 1   | 3 | 0 | 1 | 2 | 11 | 14 | -3 |

### Grupo B
| Equipes             | Pts | J | V | E | D | GP | GC | SG |
| ------------------- | --- | - | - | - | - | -- | -- | -- |
| Bucaneros La Guaira | 7   | 3 | 2 | 1 | 0 | 8  | 5  | +3 |
| Talento Dorado      | 7   | 3 | 2 | 1 | 0 | 5  | 2  | +3 |
| Estudiantes Guárico | 3   | 3 | 1 | 0 | 2 | 7  | 8  | -1 |
| Atlético Huila      | 0   | 3 | 0 | 0 | 3 | 6  | 11 | -5 |

## Fase final

### Play-Offs pelo quinto lugar
|  | Semifinais pelo quinto lugar | Semifinais pelo quinto lugar |       |                              | Quinto lugar                 | Quinto lugar |  |
|  |                              |                              |       |                              |                              |              |  |
|  | 31 de maio de 2013 - Valera  |                              |       |                              |                              |              |  |
|  | Deportivo Lyon               | 2                            |       |                              |                              |              |  |
|  | Atlético Huila               | 5                            |       |                              |                              |              |  |
|  |                              |                              |       |                              |                              |              |  |
|  |                              |                              |       |                              | 1º de junho de 2013 - Valera |              |  |
|  |                              |                              |       |                              | Atlético Huila               | 4 (4)        |  |
|  |                              | Estudiantes Guárico          | 4 (3) |                              |                              |              |  |
|  |                              |                              |       |                              |                              |              |  |
|  |                              |                              |       |                              |                              |              |  |
|  |                              |                              |       |                              | Sétimo lugar                 |              |  |
|  | 31 de maio de 2013 - Valera  | 31 de maio de 2013 - Valera  |       | 1º de junho de 2013 - Valera | 1º de junho de 2013 - Valera |              |  |
|  | Estudiantes Guárico          | 2 (5)                        |       | Deportivo Lyon               | 5 (5)                        |              |  |
|  | Marítimo Margarita           | 2 (4)                        |       |                              | Marítimo Margarita           | 5 (4)        |  |

#### Semifinais pelo quinto lugar
| 31 de maio | Estudiantes Guárico    | 2 – 2 (pro) | Marítimo Margarita                   | Ginásio Rómulo Ramírez, Valera |
| 15:00      | José Aparicio 23', 38' | Relatório   | Daniel Leal 26' · Leonel Llovera 39' |                                |

|  |       | Penalidades |
|  | 5 – 4 |             |

| 31 de maio | Deportivo Lyon            | 2 – 5     | Atlético Huila                                                                  | Ginásio Rómulo Ramírez, Valera |
| 16:30      | Armando Chamorro 14', 17' | Relatório | Alvaro Patio 10' · Jhon Rodriguez 13' · Sergio Vega 19', 33' · Jhojan Cante 36' |                                |

#### Sétimo lugar
| 1º de junho | Deportivo Lyon                                        | 5 – 5 (pro) | Marítimo Margarita                                                         | Ginásio Rómulo Ramírez, Valera |
| 11:00       | Jorge Vargas 6' · Armando Chamorro 14', 16', 16', 34' | Relatório   | Meiber Almao 21', 35', 35' · Enrique Velasquez 37' · Carlos Guitierrez 39' |                                |

|  |       | Penalidades |
|  | 5 – 4 |             |

#### Quinto lugar
| 1º de junho | Atlético Huila                                                              | 4 – 4 (pro) | Estudiantes Guárico                                              | Ginásio Rómulo Ramírez, Valera |
| 12:30       | Camilo Pineda 2' · Ederson Buendia 16' · Sergio Vega 27' · Jhojan Cante 35' | Relatório   | Eliezer Sanchez 10', 36' · Jhoyner Perez 12' · Edgar Gamarra 37' |                                |

|  |       | Penalidades |
|  | 4 – 3 |             |

### Play-Offs
|  | Semifinais                  | Semifinais                  |       |                              | Final                        | Final |  |
|  |                             |                             |       |                              |                              |       |  |
|  | 31 de maio de 2013 - Valera |                             |       |                              |                              |       |  |
|  | Primero de Mayo             | 2                           |       |                              |                              |       |  |
|  | Talento Dorado              | 4                           |       |                              |                              |       |  |
|  |                             |                             |       |                              |                              |       |  |
|  |                             |                             |       |                              | 1º de junho de 2013 - Valera |       |  |
|  |                             |                             |       |                              | Talento Dorado               | 5 (7) |  |
|  |                             | Trujillanos Futsal          | 5 (6) |                              |                              |       |  |
|  |                             |                             |       |                              |                              |       |  |
|  |                             |                             |       |                              |                              |       |  |
|  |                             |                             |       |                              | Terceiro lugar               |       |  |
|  | 31 de maio de 2013 - Valera | 31 de maio de 2013 - Valera |       | 1º de junho de 2013 - Valera | 1º de junho de 2013 - Valera |       |  |
|  | Bucaneros La Guaira         | 1                           |       | Primero de Mayo              | 2                            |       |  |
|  | Trujillanos Futsal          | 5                           |       |                              | Bucaneros La Guaira          | 3     |  |

#### Semifinais
| 31 de maio | Primero de Mayo                      | 2 – 4     | Talento Dorado                                                   | Ginásio Rómulo Ramírez, Valera |
| 18:00      | Percy Pinto 11' · Enrique Caldas 39' | Relatório | Camilo Florez 9', 35' · Andres Roldan 34' · Jhonatan Giraldo 37' |                                |

| 31 de maio | Bucaneros La Guaira | 1 – 5     | Trujillanos Futsal                                                           | Ginásio Rómulo Ramírez, Valera |
| 19:30      | Rengifo Kevin 26'   | Relatório | Roberto Garcia 3' · José Peña 22', 37' · Luis Toro 24' · Wilmer Cabarcas 39' |                                |

#### Terceiro lugar
| 1º de junho | Primero de Mayo                   | 2 – 3     | Bucaneros La Guaira                                     | Ginásio Rómulo Ramírez, Valera |
| 14:00       | José Arbulu 15' · Cesar Casas 30' | Relatório | Omar Vivas 10' · Erwin Rodrigues 29' · Yosnin Boada 38' |                                |

#### Final
| 1º de junho | Talento Dorado                                                                            | 5 – 5 (pro) | Trujillanos Futsal                                               | Ginásio Rómulo Ramírez, Valera                                                                                              |
| 15:30       | Yonathan Cardenas 16' · Wilson Mejias 24' · Felipe Alzate 25' · Jhonatan Giraldo 29', 32' | Relatório   | Roberto Garcia 5', 35' · Wilmer Cabarca 33', 39' · Luis Toro 34' | Árbitro: BRA Jean Michel Bonnaud Árbitro 2: ARG Marcelo Bais Cronometrista: PRY Adalberto Avila Anotador: URY Fernando Ríos |

| Talento Dorado | Trujillanos Futsal |

| |       | Penalidades |  |
| Wilson Mejía: Jonathan Giraldo: Luis Barreneche: Andrés Arango: Felipe Alzate: Yonathan Cardenas: Franco Florez: David Gallego: | 7 – 6 | Jonathan Torres: Wilmer Cabarcas: Luis Toro: Roberto García: Pedro Villegas: José Peña: Darwiz Merchan: Nolberto Bozo: |  |

## Premiação
| Campeão da Zona Norte      |
| Colômbia                   |
| -------------------------- |
| Talento Dorado (1º título) |

Fair Play
| Fair play | Talento Dorado |

## Classificação final
| Times | Times               | J | V | E | D | GP | GC | SG |
| ----- | ------------------- | - | - | - | - | -- | -- | -- |
| 1     | Talento Dorado      | 5 | 3 | 2 | 0 | 14 | 9  | +5 |
| 2     | Trujillanos Futsal  | 5 | 2 | 3 | 1 | 19 | 14 | +5 |
| 3     | Bucaneros La Guaira | 5 | 3 | 1 | 1 | 12 | 12 | 0  |
| 4     | Primero de Mayo     | 5 | 2 | 1 | 2 | 13 | 13 | 0  |
| 5     | Atlético Huila      | 5 | 1 | 1 | 3 | 15 | 17 | –2 |
| 6     | Estudiantes Guárico | 5 | 1 | 2 | 2 | 13 | 14 | –1 |
| 7     | Deportivo Lyon      | 5 | 1 | 1 | 3 | 17 | 21 | –4 |
| 8     | Marítimo Margarita  | 5 | 0 | 3 | 2 | 18 | 21 | –3 |